# Ippolito Favaron
Ippolito Favaron (Piove di Sacco, 5 novembre 1904 – ...) è stato un calciatore italiano, di ruolo centrocampista.

## Carriera
Dal 1922 al 1925 e dal 1926 al 1930 ha vestito la maglia del Padova, per un totale di 57 presenze e un gol. Ha militato nella squadra del Padova che ha giocato nella prima edizione del campionato di Serie A.
Nella stagione 1930-1931 disputa la sua unica partita con il Vicenza il 1º marzo 1931, Vicenza-Carpi (1-1).